# 마리아노 페르니아
마리아노 페르니아(Mariano Pernía)는 아르헨티나 태생의 스페인의 전 축구 선수이다. 본명은 마리아노 안드레스 페르니아 몰리나(Mariano Andrés Pernía Molina)이고, 포지션은 수비수이다. 2006 FIFA 월드컵에 참가한 바 있다.